# Tampere Open 2011
Il Tampere Open 2011 è stato un torneo professionistico di tennis giocato sulla terra rossa. È stata la 30ª edizione del torneo, che fa parte dell'ATP Challenger Tour nell'ambito dell'ATP Challenger Tour 2011 e dell'ITF Women's Circuit nell'ambito dell'ITF Women's Circuit 2011. Il torneo si è giocato a Tampere in Finlandia dal 25 al 31 luglio 2011.

## Partecipanti ATP

### Teste di serie
| Nazionalità | Giocatore       | Ranking* | Testa di serie |
| ----------- | --------------- | -------- | -------------- |
| Francia     | Éric Prodon     | 86       | 1              |
| Francia     | Benoît Paire    | 122      | 2              |
| Francia     | Florent Serra   | 131      | 3              |
| Francia     | David Guez      | 162      | 4              |
| Francia     | Augustin Gensse | 166      | 5              |
| Slovacchia  | Andrej Martin   | 178      | 6              |
| Estonia     | Jürgen Zopp     | 186      | 7              |
| Germania    | Bastian Knittel | 187      | 8              |

- Ranking al 18 luglio 2011.

### Altri partecipanti
Giocatori che hanno ricevuto una wild card:
- Sami Huurinainen
- Henri Kontinen
- Micke Kontinen
- Henrik Sillanpää

Giocatori che sono passati dalle qualificazioni:
- Daniel Berta
- Pierre-Hugues Herbert
- Gonçalo Pereira
- Nicolas Renavand
- Robin Olin (lucky loser)

## Campioni

### Singolare maschile
Éric Prodon ha battuto in finale  Augustin Gensse con il punteggio di 6–1, 3–6, 6–2

### Doppio maschile
Jonathan Dasnières de Veigy /  David Guez hanno battuto in finale  Pierre-Hugues Herbert /  Nicolas Renavand con il punteggio di 5–7, 6–4, [10–5]

### Singolare femminile
Piia Suomalainen ha battuto in finale  Dinah Pfizenmaier con il punteggio di 7–5, 6–0

### Doppio femminile
Leia Kaukonen /  Polina Vinogradova hanno battuto in finale  Yanina Darishina /  Liubov Vasilyeva con il punteggio di 7–5, 7–6(6)